# Sarophorum palmicola
Sarophorum palmicola är en svampart som först beskrevs av Henn., och fick sitt nu gällande namn av Seifert & Samson 1986. Sarophorum palmicola ingår i släktet Sarophorum och familjen Trichocomaceae.   Inga underarter finns listade i Catalogue of Life.